# Nebimen (Goldschmied)
Nebimen (Amenneb, Imenneb) war ein altägyptischer Goldschmied und Bildhauer des Neuen Reiches (1550 bis 1070/69 v. Chr.).
Nebimen ist inschriftlich von einer Stele bekannt, die nahe der großen Sphinx bei Gizeh gefunden wurde. Hier werden Nebimens Funktionen als Goldschmied und Bildhauer genannt. Genaueres lässt sich über seine Tätigkeiten nicht sagen, ebenso wenig können ihm Werke zugewiesen werden.